# Moja piękna pralnia
Moja piękna pralnia (ang. My Beautiful Laundrette) – brytyjski melodramat filmowy debiutującego w roli reżysera Stephena Frearsa z 1985 roku. Scenariusz filmu ukazał się pod tym tytułem w wersji książkowej również w Polsce.

## Fabuła
Film opowiada o zderzeniu obyczajowym pomiędzy Europą i Azją, chrześcijaństwem i islamem, ale przede wszystkim to liryczna opowieść o miłości. Akcja rozgrywa się w środowisku londyńskich Pakistańczyków. Omar to bezrobotny chłopak mieszkający ze swym niedołężnym ojcem alkoholikiem. Jego wuj zatrudnia go w myjni samochodowej, a kiedy okazuje się, że Omar ma talent do finansów, pozwala mu kierować podupadającą, tytułową pralnią. Omar zatrudnia do pomocy Johnny'ego, swojego przyjaciela z dzieciństwa, należącego do gangu skinheadów prześladującego Pakistańczyków. Dobrze prowadzona pralnia zaczyna prosperować, a Johnny i Omar nawiązują romans.

## Obsada
- Daniel Day-Lewis jako Johnny
- Gordon Warnecke jako Omar
- Saeed Jaffrey jako Nasser
- Roshan Seth jako ojciec Omara
- Derrick Branche jako Salim
- Rita Wolf jako Tania
- Souad Faress jako Cherry
- Richard Graham jako Genghis
- Shirley Anne Field jako Rachel
- Winston Graham jako Jamajczyk 1
- Charu Bala Chokshi jako Bilquis
- Dudley Thomas jako Jamajczyk 2
- Garry Cooper jako squater
- Neil Cunningham jako Anglik

## Nominacje i nagrody
- 1986:
  - New York Film Critics Circle Awards – nagroda dla Hanifa Kureishi za najlepszy scenariusz, dla Daniela Day-Lewisa za najlepszą rolę drugoplanową
  - National Board of Review Avard – nagroda dla Daniela Day-Lewisa za najlepszą rolę drugoplanową
- 1987:
  - National Society of Film Critics Awards – nagroda dla Hanifa Kureishi za najlepszy scenariusz
  - Independent Spirit Awards – nominacja do nagrody specjalnej
  - Evening Standard British Film Awards – nagroda dla Stephena Frearsa za najlepszy film
  - BAFTA Awards – nominacja dla Saeed Jaffrey w kategorii najlepszej roli drugoplanowej i dla Hanifa Kureishia w kategorii najlepszy oryginalny scenariusz
  - Oscar – nominacja dla Hanifa Kureishi w kategorii najlepszy scenariusz filmowy